# Grant megye (Washington)
Grant megye az Amerikai Egyesült Államokban, azon belül Washington államban található. Megyeszékhelye Ephrata, legnagyobb városa Moses Lake. Lakosainak száma 99 123 fő (2020. április 1.).

## Szomszédos megyék
- Douglas megye (észak)
- Okanogan megye (északkelet)
- Adams megye (kelet)
- Lincoln megye (kelet)
- Franklin megye (délkelet)
- Benton megye (dél)
- Yakima megye (délnyugat)
- Kittitas megye (nyugat)

## Népesség
A megye népességének változása:
| Lakosok száma | 89 578 | 90 686 | 91 526 | 91 878 | 93 259 | 99 123 |
|               | 2010   | 2011   | 2012   | 2013   | 2015   | 2020   |